# اس‌ام یوسی-۲۴
اس‌ام یوسی-۲۴ (به انگلیسی: SM UC-24) یک زیردریایی بود که طول آن ۱۶۱ فوت ۱۱ اینچ (۴۹٫۳۵ متر) بود. این زیردریایی در سال ۱۹۱۶ ساخته شد.